# Почап (Псковская область)
Поча́п — деревня в Плюсском районе Псковской области России. Входит в состав Лядской волости.
Расположена на берегу реки Плюсса в 11 км к востоку от волостного центра Ляды и в 35 км к северо-западу от райцентра Плюсса.

## Население
Численность населения деревни на 2000 год составляла 46 человек. На 2022 население составляет 20 человек.

## Исторические сведения
Первые письменные упоминания о деревне дошли до нашего времени из текста писцовой книги 7047 (1538/39) года, которые сохранились в виде списка 1651 года из дела Поместного Приказа.

«В Шелонской пятине в Ляцком погосте деревни Ондреевские да сына ево Ивана Олешенских за Васильем Ивановым сыном Тушина.

Селцо Почап, пашни 15 коробей в поле, а в дву по тому ж, сена 200 копен, 3 обжи.

(Дрв) Почап же, 5 обеж, сена 150 копен.»— [РГАДА, Ф.1209, Столбцы по Новгороду, № 563/42803, Д. 22]; опубликовано: «Писцовые книги Новгородской земли», т.6, М, 2009г, ред.К.В.Баранов, стр.5. Текст приведён по редакции данного издания.